# La Déesse noire (BPRD)
Pour les articles homonymes, voir La Déesse noire (homonymie).
La Déesse noire (B.P.R.D.: The Black Goddess) est le dixième tome de la série de bande dessinée BPRD, dérivée de Hellboy.

## Synopsis
Après avoir découvert le quartier général de Johnson le Homard et rencontré ses anciens acolytes, le BPRD remonte la trace de Liz Sherman. L'organisation et les troupes de l'armée assiègent son ravisseur, Memnan Saa alias Martin Gilfryd, mais se retrouvent confrontées à une nouvelle attaque de grenouilles.
Pendant que les combats font rage, Kate Corrigan, Abe Sapien et Johann Kraus ont pénétré le palais de Gilfryd et l'interrogent sur ses motivations, ses connaissances occultes, et sur l'issue de la guerre...

## Commentaires
- Les couvertures originales sont signées Kevin Nowlan ; elles figurent dans la version française.
- Comme dans chaque tome de la série, un carnet de croquis complète l'histoire.

## Publication
- 2009 : B.P.R.D.: The Black Goddess #1-5 (Dark Horse Comics)
- 2012 : La Déesse Noire (Delcourt) : première édition en français